# シャンテル・キャメロン
シャンテル・キャメロン（Chantelle Cameron、1991年5月14日 - ）は、イングランドの女子プロボクサー。ノーサンプトン出身。現WBC女子世界スーパーライト級暫定王者。元WBA・WBC・IBF・WBO女子世界スーパーライト級統一王者。

## 来歴

### アマチュア時代
アマチュア時代、2010年のABA選手権、 2015年のABAE選手権の合わせて2度のイングランド王者となった。
2010世界選手権で準々決勝まで進むが、メダル獲得はならず。

### プロ時代
2017年、バリー・マクギガン率いるサイクロン・プロモーションズと契約。5月26日、カーディフでプロボクサーデビューし、判定勝利。
2017年11月11日、プロ4戦目でエディス・ラモスとのIBO女子インターコンチネンタルスーパーフェザー級王座決定戦に挑み、3回1分4秒TKO勝ちで初タイトル獲得。
2017年12月2日、ビビアン・オベナフとのIBO女子世界ライト級王座決定戦に挑み、6回棄権のTKO勝ちでIBO世界王座獲得。
2020年10月4日、アドリアーナ・アラウージョとのWBC女子世界スーパーライト級王座決定戦に挑み、10回3-0（100-90×3）判定勝ちを収め初めて主要団体の世界王座獲得を果たした。
2021年5月29日、アメリカ・ネバダ州のミケロブ・ウルトラ・アリーナにてメリッサ・ヘルナンデス（プエルトリコ）を5回1分25秒TKOで降しWBC王座初防衛に成功。
2021年10月30日、メアリー・マギー（アメリカ）の持つIBF王座とこの試合にかけられたリングマガジン認定王座を争い、10回3-0（99-91、100-90、99-92）判定勝ちを収めWBC王座2度目の防衛成功と共にIBFとの王座統一を果たし、リングマガジン王座も獲得した
2022年5月21日、元IBF女子世界ライト級・スーパーライト級2階級制覇王者のビクトリア・ブストスを10回3-0（100-90×3）判定勝ちで降し、WBC王座3度目の防衛とIBF王座の初防衛に成功した。

#### 4団体統一
2022年11月5日、アラブ首長国連邦・アブダビのエティハド・アリーナで1階級上のウェルター級4団体統一王者ジェシカ・マッキャスキルとWBA・WBO女子世界スーパーライト級王座決定戦及び4団体統一戦に臨み、10回3-0（96-94×2、97-93）判定勝ちを収めWBA・WBO王座を獲得しWBC王座4度目の防衛とIBF王座2度目の防衛成功と共に、女子世界スーパーライト級4団体統一を果たした。
2023年5月20日、3アリーナで1階級下のライト級4団体統一王者ケイティー・テイラーとWBA・WBC・IBF・WBO女子世界スーパーライト級タイトルマッチを行い、10回2-0（96-94×2、95-95）判定勝ちを収めWBA・WBO王座初防衛とWBC王座5度目の防衛、IBF王座3度目の防衛に成功し、挑戦者のテイラーのプロデビュー以来の無敗記録を21でストップさせた。

#### 4団体王座陥落
2023年11月25日、3アリーナでライト級4団体統一王者ケイティー・テイラーとWBA・WBC・IBF・WBO女子世界スーパーライト級タイトルマッチで再戦するも、10回0-2（92-98、94-96、95-95）判定負けで王座から陥落、プロ初黒星と同時に判定勝ちでテイラーのプロデビュー以来の無敗記録をストップさせたキャメロン自身が今度は逆にテイラーの手で自身の無敗記録を判定負けという形でストップし、雪辱を許す格好となってしまった。

#### 暫定での王座返り咲き
2024年7月20日、ウェスト・ミッドランズバーミンガムのリゾーツ・ワールド・アリーナで元WBC女子世界スーパーフェザー級暫定王者のエレム・メクハルドと女子世界スーパーライト級4団体統一王者のケイティー・テイラーが2024年11月15日にテキサス州アーリントンで行われるジェイク・ポール対マイク・タイソンの前座のアマンダ・セラノとの女子世界同級4団体タイトルマッチ出場に伴うWBC暫定女子世界同級王座決定戦を行い、10回2-0（95-95、99-92、98-92）判定勝ちで再起に成功すると同時に暫定ながら世界王座に返り咲いた。
2025年7月11日、ニューヨークのマディソン・スクエア・ガーデンでケイティー・テイラー対アマンダ・セラノ第3戦の前座でWBC女子世界ライト級3位のジェシカ・カマラとWBC暫定女子世界スーパーライト級タイトルマッチを行い、10回3-0（99-91×2、98-92）判定勝ちで2度目の防衛に成功した。

## 戦績
- プロボクシング：22戦 21勝 (8KO) 1敗

| 戦           | 日付           | 勝敗 | 時間    | 内容    | 対戦相手                                   | 国籍           | 備考                                                               |
| ------------ | -------------- | ---- | ------- | ------- | ------------------------------------------ | -------------- | ------------------------------------------------------------------ |
| 1            | 2017年5月26日  | ☆    | 6R      | 判定3-0 | カリナ・コピンスカ                         | ポーランド     | プロデビュー戦                                                     |
| 2            | 2017年7月8日   | ☆    | 4R 0:47 | TKO     | ボヤナ・リビシェスカ                       | ポーランド     |                                                                    |
| 3            | 2017年10月7日  | ☆    | 1R 1:14 | TKO     | ビリティス・ゴーシェ                       | ドイツ         |                                                                    |
| 4            | 2017年11月11日 | ☆    | 3R 1:04 | TKO     | エディス・ラモス                           | メキシコ       | IBO女子インターコンチネンタルスーパーフェザー級王座決定戦          |
| 5            | 2017年12月2日  | ☆    | 6R 終了 | TKO     | ビビアン・オベナフ                         | ブラジル       | IBO女子世界ライト級王座決定戦                                      |
| 6            | 2018年3月3日   | ☆    | 10R     | 判定3-0 | ミリアム・デラル                           | ドイツ         |                                                                    |
| 7            | 2018年6月23日  | ☆    | 6R 1:31 | TKO     | ナタリア・バネッサ・デルバージェ・アギーレ | アルゼンチン   |                                                                    |
| 8            | 2018年10月13日 | ☆    | 10R     | 判定3-0 | ヘシカ・ゴンザレス                         | メキシコ       | WBCシルバー女子世界ライト級王座決定戦                              |
| 9            | 2019年4月26日  | ☆    | 2R 1:39 | TKO     | フェリチェ・マシャウリ                     | タンザニア     |                                                                    |
| 10           | 2019年5月18日  | ☆    | 2R 0:33 | TKO     | バイダ・マシオカイテ                       | リトアニア     |                                                                    |
| 11           | 2019年7月20日  | ☆    | 10R     | 判定3-0 | アニシャ・バヒール                         | マラウイ       | WBCシルバー防衛1                                                   |
| 12           | 2019年11月9日  | ☆    | 10R     | 判定3-0 | アナイ・サンチェス                         | アルゼンチン   |                                                                    |
| 13           | 2020年10月4日  | ☆    | 10R     | 判定3-0 | アドリアーナ・アラウージョ                 | ブラジル       | WBC女子世界スーパーライト級王座決定戦                              |
| 14           | 2021年5月29日  | ☆    | 5R 1:38 | TKO     | メリッサ・ヘルナンデス                     | プエルトリコ   | WBC防衛1                                                           |
| 15           | 2021年10月30日 | ☆    | 10R     | 判定3-0 | メアリー・マギー                           | アメリカ合衆国 | WBC・IBF女子世界スーパーライト級王座統一戦 WBC防衛2・IBF獲得       |
| 16           | 2022年5月21日  | ☆    | 10R     | 判定3-0 | ビクトリア・ブストス                       | アルゼンチン   | WBC防衛3・IBF防衛1                                                 |
| 17           | 2022年11月5日  | ☆    | 10R     | 判定3-0 | ジェシカ・マッキャスキル                   | アメリカ合衆国 | WBA・WBO・IBO女子世界スーパーライト級王座決定戦 WBC防衛4・IBF防衛2 |
| 18           | 2023年5月20日  | ☆    | 10R     | 判定2-0 | ケイティー・テイラー                       | アイルランド   | WBA防衛1・WBC防衛5・IBF防衛3・WBO防衛1                             |
| 19           | 2023年11月25日 | ★    | 10R     | 判定0-2 | ケイティー・テイラー                       | アイルランド   | WBA・WBC・IBF・WBO・IBO陥落                                        |
| 20           | 2024年7月20日  | ☆    | 10R     | 判定2-0 | エレム・メクハルド                         | フランス       | WBC暫定女子世界スーパーライト級王座決定戦                          |
| 21           | 2024年11月2日  | ☆    | 10R     | 判定3-0 | パトリシア・ベーグルト                     | スウェーデン   | WBC暫定防衛1                                                       |
| 22           | 2025年7月11日  | ☆    | 10R     | 判定3-0 | ジェシカ・カマラ                           | カナダ         | WBC暫定防衛2                                                       |
| テンプレート |                |      |         |         |                                            |                |                                                                    |

## 獲得タイトル
- IBO女子インターコンチネンタルスーパーフェザー級王座
- IBO女子世界ライト級王座
- WBC女子世界スーパーライト級王座（防衛5）
- IBF女子世界スーパーライト級王座（防衛3）
- リングマガジン認定女子世界スーパーライト級王座（防衛0）
- WBA女子世界スーパーライト級王座（防衛1）
- WBO女子世界スーパーライト級王座（防衛1）
- WBC女子世界スーパーライト級暫定王座（防衛2）